# Butriptilina
Butriptilina (nome comercial: Evadyne) é um antidepressivo tricíclico (ADT), que foi usado na Europa desde 1974. É um homólogo da amitriptilina.

## Eficácia
Em um estudo, 77 pacientes com depressao, com idade entre 18-70 anos (média = 46/47 anos) foram aleatoriamente designados para os grupos experimentais e de controle e tratados em condições de Duplo-cego em dez centros.  Ambos butriptilina e Amitriptilina administradas estavam com um aumento idêntico ao aumento da programação das doses, de até 150mg por dia na primeira semana e um horário flexível para as últimas 3 semanas de julgamento.  Doses médias diárias de butriptilina foram de 145 mg, amitriptilina 142 mg nas primeiras duas 2 semanas, 77,5 mg de amitriptilina e butriptilina nas proximas 4 semanas.  Nitrazepam (5-10 mg) e o haloperidol (5 mg) foram permitidos, apenas se fosse necessário.  Sintomatologia e eficácia antidepressiva foram avaliados usando a escala de classificação de Hamilton, em geral, BPRS, CGI e uma lista de verificação de efeito colateral.  Após a comparação inicial dos dois grupos de tratamento, os resultados mostraram que os efeitos antidepressivos foram significativamente melhores com butriptilina sobre o número de desistências, na pontuação geral e sobre os seguintes fatores da Escala de Depressão geral: depressão, culpa, ansiedade, somatização e queixas somáticas.  Frequência de prescrição de Haloperidol foi significativamente inferior a butriptilina ou amitriptilina.  A frequência global de efeitos secundários e sintomas autonômicos não diferiram nos dois grupos.  Os efeitos sobre outros parâmetros (variáveis hematológicas e bioquímicas, EEG e EEG) eram semelhantes para ambas as drogas. Conclusão, butriptilina têm as mesmas indicações que a amitriptilina, mas mostra uma melhor eficácia antidepressiva na mesma dosagem.

## Indicações
Ele é indicado na depressão que é uma manifestação da neurose, tipo, tanto Endógeno ou Depressão reativa;  butriptilina mostrou-se particularmente útil em aliviar a ansiedade que muitas vezes acompanha a depressão na síndrome neurótica;  estas condições têm uma densidade variável, e, em seguida, a terapia deve ser adaptada individualmente, tendo em conta a possibilidade de Depressão recorrente;  em alguns casos, tem-se revelado útil em terapia prolongada;  a resposta do doente pode ser imediata ou pode ocorrer mesmo após um mês de tratamento;  butriptilina foi eficaz em diferentes psiconeuroses, depressão reativa, como neurose obsessiva e neurose obsessivo-compulsivo, particularmente com sintomas de ansiedade, humor deprimido, sintomas somáticos funcionais, culpa, desconfiança em si mesmos, apatia, anorexia;  butriptilina pode aliviar reações de ansiedade e depressão em doenças crônicas.

## Efeitos colaterais
Os seguintes efeitos adversos têm sido descritos para butriptilina ou outros anti-depressivas tricíclicos.  Sinais anticolinérgicos como a boca seca, defeitos de acomodação visual, prisão de ventre, retenção urinária, Hipotensão ou Hipertensão arterial;  arritmias cardíacas;  estados confusionais (principalmente em pessoas idosas), agitação ou exacerbação de uma Psicose preexistente, Parkinsonismo, diminuição do limiar de convulsão;  Impotencia sexual em homens, libido diminuída;  depressão da medula óssea, várias Reação alérgicas.
Simultâneo uso é contra-indicada com Inibidor da monoamina oxidase;  Deve ser permitido um intervalo de 4-7 dias entre estes dois tipos de medicação.  potenciação pode ocorrer com o uso concomitante de butriptilina e álcool, drogas anticolinérgicas, reserpina, e outras drogas psicotrópicas.

## História
Butriptilina foi desenvolvido pela Wyeth e introduzido no Reino Unido em 1974 ou 1975.   